# Crosbie E. Saint

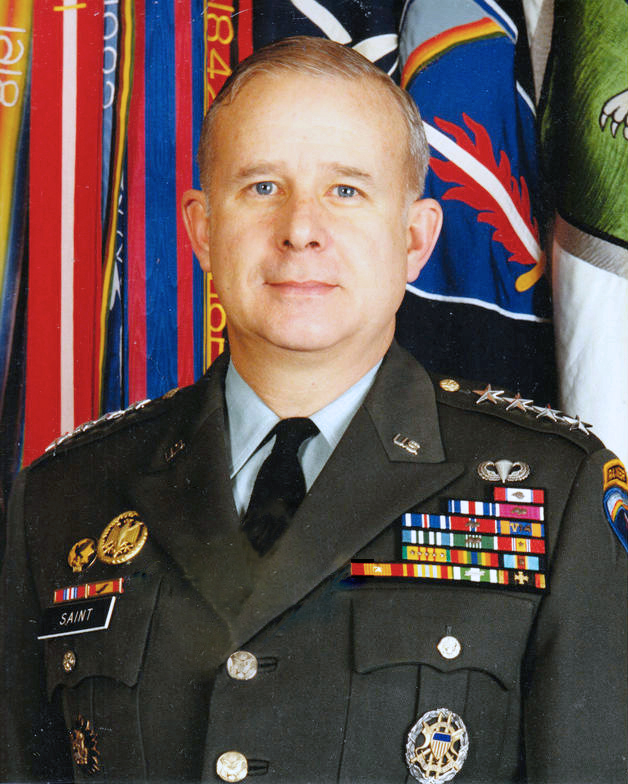
Crosbie E. Saint

Crosbie Edgerton Saint (* 29. September 1936 in West Point, New York; † 7. Mai 2018 in Bethesda, Maryland) war ein General der United States Army. Zwischen 1988 und 1992 war er Kommandierender General der United States Army Europe.
Crosbie Saint war der Sohn eines Berufsoffiziers der US-Army, der während des Zweiten Weltkriegs in japanischer Kriegsgefangenschaft ums Leben kam.   Im Jahr 1958 absolvierte er die United States Military Academy in seinem Geburtsort West Point.  Anschließend begann er selbst eine lange Laufbahn als Offizier im US-Heer.  Zwischenzeitlich studierte er noch an der American University in Washington, D.C. internationale Beziehungen.  Außerdem besuchte er das United States Army War College und das Joint Forces Staff College.
In der Armee durchlief er alle Offiziersränge vom Leutnant bis zum Vier-Sterne-General. Unter anderem war er zwei Mal im Vietnamkrieg eingesetzt.  Insgesamt fünf Mal war in Europa verschiedenen Einheiten zugeteilt.  Zu seinen Kommandeursposten gehörten das in Grafenwöhr stationierte 11. Panzerregiment (1979–81), das de facto eine Brigade war, die Erste Panzerdivision  in Ansbach (1983–85) und das Dritte US-Armee-Korps (1985–88)  in Fort Hood in Texas. Am 24. Juni 1988 wurde er als Nachfolger von General Glenn K. Otis neuer Kommandierender General der United States Army Europe (USAREUR). Von seinem Hauptquartier in den Campbell Barracks in Heidelberg aus leitete er diesen Großverband im Range eines Vier-Sterne-Generals bis zum 9. Juli 1992. In diese Zeit fiel der Zusammenbruch des Ostblocks und damit das Ende des Kalten Krieges und der Beginn der Neuausrichtung der amerikanischen Militärpräsenz in Europa.  Nach dem Ende seiner Tätigkeit als Kommandierender General von USAREUR schied Crosbie Saint aus dem aktiven Militärdienst aus.
Nach seiner Militärzeit gründete er eine Beraterfirma, die sich vor allem mit Themen der Außenpolitik und der Nationalen Sicherheit der USA befasste. Er war Mitglied des Army Science Boards und Vizepräsident für den europäischen Bereich des privaten Sicherheits- und Militärunternehmens Military Professional Resources. Darüber hinaus war er zeitweise Mitglied anderer Gremien.  Im Präsidentschaftswahlkampf 2016 unterstützte er Donald Trump. Er starb am 7. Mai 2018 an Herzversagen und wurde auf dem  Nationalfriedhof Arlington  mit militärischen Ehren beigesetzt.

## Orden und Auszeichnungen
General Saint erhielt im Lauf seiner militärischen Laufbahn unter anderem folgende Auszeichnungen:
- Defense Distinguished Service Medal
- Army Distinguished Service Medal (3-mal)
- Silver Star
- Legion of Merit (3-mal)
- Distinguished Flying Cross
- Bronze Star Medal (3-mal)